# Lars Elton Myhre
Lars Elton Myhre (ur. 17 sierpnia 1984 w Gjøviku) – norweski narciarz alpejski, brązowy medalista mistrzostw świata juniorów.

## Kariera
Po raz pierwszy na arenie międzynarodowej Lars Elton Myhre pojawił się 6 grudnia 1999 roku w zawodach FIS Race w Geilo, zajmując 35. miejsce w slalomie. W 2002 roku wystartował na mistrzostwach świata juniorów w Tarvisio, gdzie był między innymi szósty w tej samej konkurencji. Na rozgrywanych rok późnej MŚJ w Briançonnais był szósty w kombinacji oraz ósmy w slalomie, jednak największy sukces w tej kategorii wiekowej osiągnął podczas MŚJ w Mariborze w 2004 roku, gdzie zdobył brązowy medal w kombinacji. W Pucharze Świata zadebiutował 5 stycznia 2003 roku w Kranjskiej Gorze, gdzie nie zakwalifikował się do pierwszego przejazdu w slalomie. Pierwsze pucharowe punkty wywalczył 4 grudnia 2005 roku w Beaver Creek, zajmując ósme miejsce w slalomie. Najlepsze wyniki osiągnął w sezonie 2009/2010, który ukończył na 48. pozycji. Kilkakrotnie startował na mistrzostwa świata, najlepszy wynik osiągając podczas MŚ w Garmisch-Partenkirchen w 2011 roku, gdzie zajął siódme miejsce w superkombinacji. Zajął ponadto 25. miejsce w supergigancie na igrzyskach olimpijskich w Vancouver rok wcześniej.

## Osiągnięcia

### Igrzyska olimpijskie
| Miejsce | Dzień     | Rok  | Miejscowość | Konkurencja     | Czas biegu  | Strata  | Zwycięzca          |
| ------- | --------- | ---- | ----------- | --------------- | ----------- | ------- | ------------------ |
| DNF1    | 25 lutego | 2006 | Turyn       | Slalom          | 1:43,14 min | —       | Benjamin Raich     |
| 31.     | 15 lutego | 2010 | Vancouver   | Zjazd           | 1:54,31 min | +2,38 s | Didier Défago      |
| 25.     | 19 lutego | 2010 | Vancouver   | Supergigant     | 1:30,34 min | +2,02 s | Aksel Lund Svindal |
| DNF2    | 21 lutego | 2010 | Vancouver   | Superkombinacja | 2:44,92 min | —       | Bode Miller        |
| DNF1    | 27 lutego | 2010 | Vancouver   | Slalom          | 1:39,32 min | —       | Giuliano Razzoli   |

### Mistrzostwa świata
| Miejsce | Dzień     | Rok  | Miejscowość | Konkurencja     | Czas biegu  | Strata  | Zwycięzca            |
| ------- | --------- | ---- | ----------- | --------------- | ----------- | ------- | -------------------- |
| 35.     | 6 lutego  | 2007 | Åre         | Supergigant     | 1:14,30 min | +1,92 s | Patrick Staudacher   |
| 15.     | 8 lutego  | 2007 | Åre         | Superkombinacja | 2:28,99 min | +1,60 s | Daniel Albrecht      |
| 25.     | 11 lutego | 2007 | Åre         | Zjazd           | 1:44,68 min | +2,68 s | Aksel Lund Svindal   |
| 10.     | 17 lutego | 2007 | Åre         | Slalom          | 1:57,33 min | +4,32 s | Mario Matt           |
| DNF1    | 4 lutego  | 2009 | Val d’Isère | Supergigant     | 1:19,41 min | —       | Didier Cuche         |
| DNF1    | 7 lutego  | 2009 | Val d’Isère | Zjazd           | 2:07,01 min | —       | John Kucera          |
| DSQ2    | 9 lutego  | 2009 | Val d’Isère | Superkombinacja | 2:23,00 min | —       | Aksel Lund Svindal   |
| 11.     | 15 lutego | 2009 | Val d’Isère | Slalom          | 1:44,17 min | +3,29 s | Manfred Pranger      |
| 35.     | 12 lutego | 2011 | Ga-Pa       | Zjazd           | 1:58,41 min | +6,52 s | Erik Guay            |
| 7.      | 14 lutego | 2011 | Ga-Pa       | Superkombinacja | 2:54,51 min | +2,99 s | Aksel Lund Svindal   |
| 23.     | 18 lutego | 2011 | Ga-Pa       | Slalom          | 1:41,72 min | +3,85 s | Jean-Baptiste Grange |

### Mistrzostwa świata juniorów
| Miejsce | Dzień     | Rok  | Miejscowość  | Konkurencja | Czas biegu  | Strata     | Zwycięzca          |
| ------- | --------- | ---- | ------------ | ----------- | ----------- | ---------- | ------------------ |
| 47.     | 27 lutego | 2002 | Tarvisio     | Zjazd       | 1:26,85 min | +4,04 s    | Adam Cole          |
| 66.     | 28 lutego | 2002 | Tarvisio     | Supergigant | 1:25,02 min | +10,93 s   | Peter Fill         |
| 6.      | 2 marca   | 2002 | Tarvisio     | Slalom      | 1:30,46 min | +1,44 s    | Steven Nyman       |
| 16.     | 3 marca   | 2002 | Tarvisio     | Kombinacja  | 11,77 pkt   | ?          | Aksel Lund Svindal |
| 18.     | 4 marca   | 2003 | Briançonnais | Zjazd       | 1:09,49 min | +1,29 s    | Daniel Albrecht    |
| 19.     | 5 marca   | 2003 | Briançonnais | Supergigant | 1:17,10 min | +1,40 s    | François Bourque   |
| 32.     | 7 marca   | 2003 | Briançonnais | Gigant      | 2:02,72 min | +4,78 s    | Mario Scheiber     |
| 8.      | 8 marca   | 2003 | Briançonnais | Slalom      | 1:33,74 min | +2,98 s    | Marc Berthod       |
| 6.      | 8 marca   | 2003 | Briançonnais | Kombinacja  | 2,01 pkt    | +74,67 pkt | Daniel Albrecht    |
| 8.      | 10 lutego | 2004 | Maribor      | Zjazd       | 1:09,61 min | +0,84 s    | Romed Baumann      |
| 5.      | 12 lutego | 2004 | Maribor      | Supergigant | 1:17,49 min | +1,24 s    | Hans Olsson        |
| 6.      | 13 lutego | 2004 | Maribor      | Gigant      | 2:17,40 min | +1,50 s    | Jeffrey Harrison   |
| 4.      | 14 lutego | 2004 | Maribor      | Slalom      | 1:33,33 min | +1,61 s    | Raphael Fässler    |
| 3.      | 15 lutego | 2004 | Maribor      | Kombinacja  | 32,84 pkt   | +2,67 pkt  | François Bourque   |

### Puchar Świata

#### Miejsca w klasyfikacji generalnej
- sezon 2005/2006: 72.
- sezon 2006/2007: 78.
- sezon 2007/2008: 69.
- sezon 2008/2009: 57.
- sezon 2009/2010: 48.
- sezon 2010/2011: 84.
- sezon 2011/2012: 82.

#### Miejsca na podium w zawodach
Myhre nigdy nie stanął na podium zawodów PŚ.